# Charles Goodyear

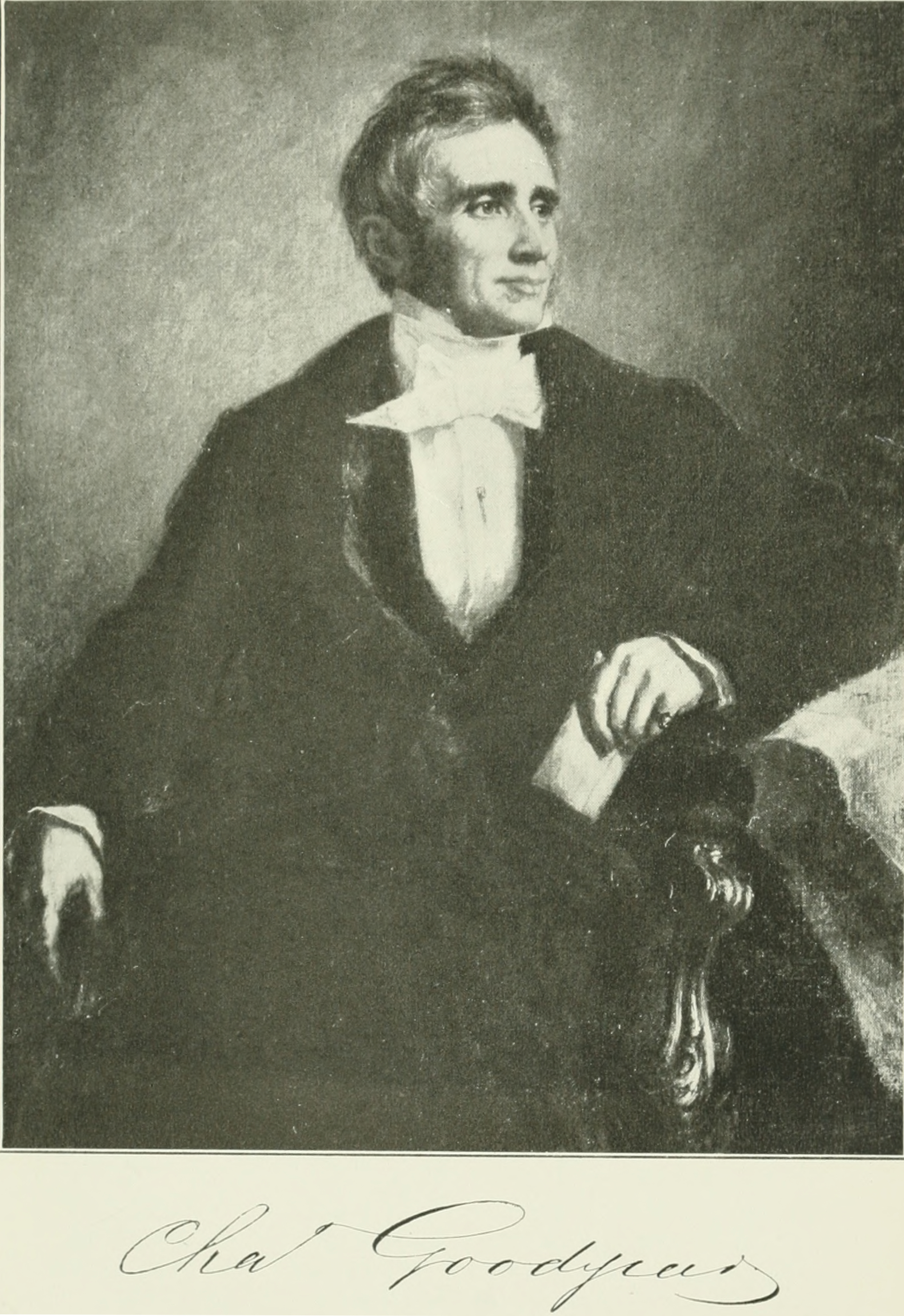
Charles Goodyear

Charles Goodyear (29. prosince 1800 New Haven – 1. července 1860) byl americký chemik a vynálezce. V roce 1839 objevil způsob vulkanizace kaučuku. 15. června 1844 si nechal tuto metodu patentovat.
V roce 1898, téměř čtyřicet let po jeho smrti, vznikla firma kterou po Goodyearovi pojmenoval Frank Seiberling – Goodyear Tire and Rubber Company.

## Muži pokroku

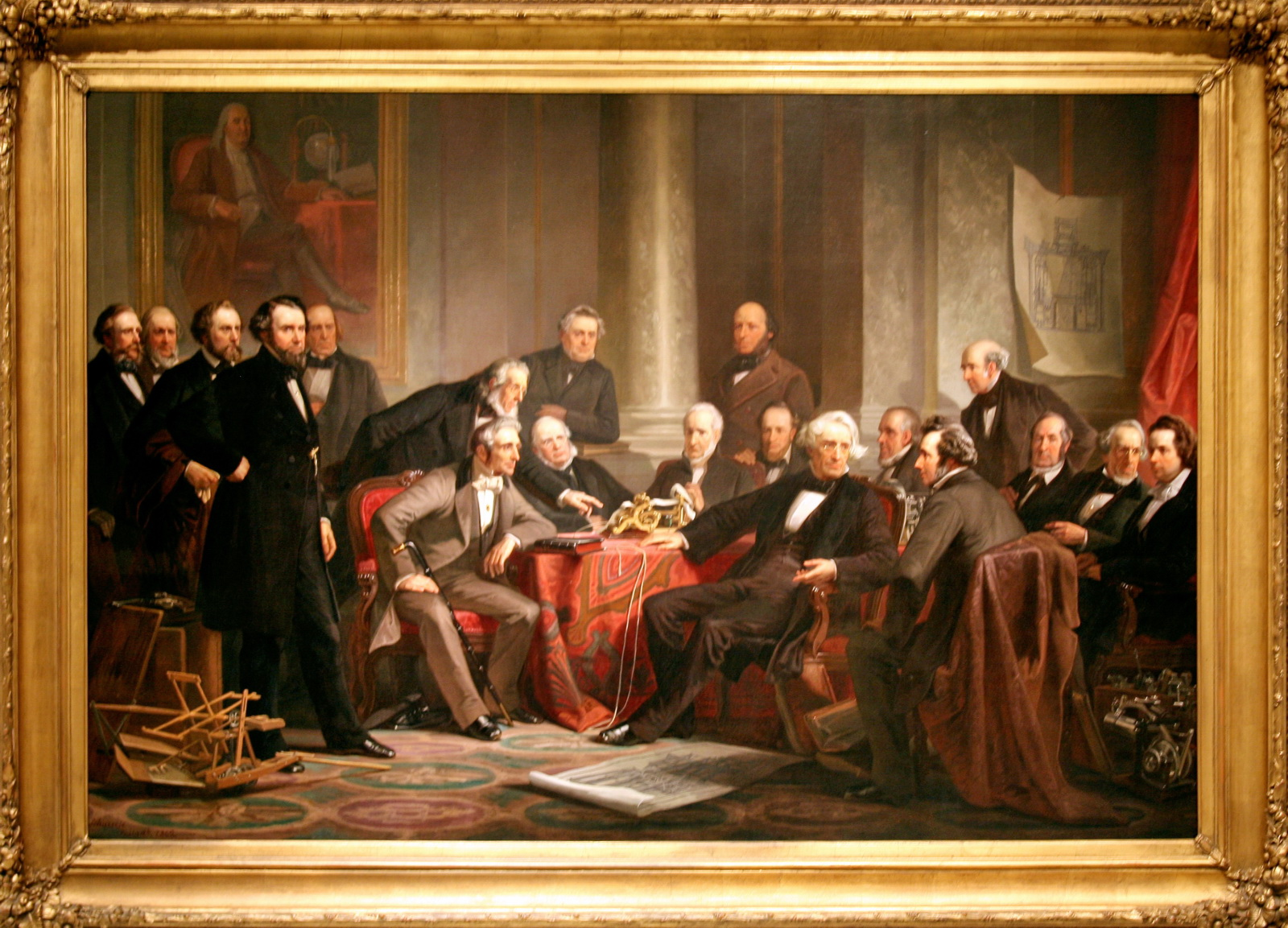
Christian Schussele: Muži pokroku (Men of Progress), olej na plátně, 128,3 × 190,5 cm, 1862

Roku 1862 namaloval Christian Schussele olejomalbu na plátně Muži pokroku (Men of Progress) velkou 128,3 × 190,5 cm, na které zpodobnil velké muže svého věku: William Thomas Green Morton, James Bogardus, Samuel Colt, Cyrus Hall McCormick, Joseph Saxton, Charles Goodyear, Peter Cooper, Jordan Lawrence Mott, Joseph Henry, Eliphalet Nott, John Ericsson, Frederick Sickels, Samuel F. B. Morse, Henry Burden, Richard March Hoe, Erastus Bigelow, Isaiah Jennings, Thomas Blanchard, Elias Howe.
V pozadí na zdi visí namalovaný portrét Benjamina Franklina.